# 友永丈市
友永丈市（1911年1月9日—1942年6月5日），太平洋戰爭時任日本海軍大尉，航空母艦飛龍號的艦上攻擊機隊長，中途島海戰中，於1942年6月4日7點整，帶領第一梯次攻擊隊108架戰鬥機轟炸中途島，轟炸過後向南雲忠一中將發出「カワ·カワ·カワ（與日文的「川」字同音）」，也就是需要進行第二波轟炸的電報。
作戰過程中，赤城號，加賀號，蒼龍號三艘航母重創，唯獨飛龍號倖存:108，並帶領飛龍號的第四梯次攻擊隊八架進攻美國航母約克鎮號:109，友永坐機右側油箱受傷，據說撞上約克鎮號而戰死，重創約克鎮號。
友永戰死後，軍方在他的家鄉大分縣別府市建立墓碑。